# Glory (Album)
Glory (engl. für: „Ruhm“) ist das neunte Studioalbum der US-amerikanischen Sängerin Britney Spears. Es erschien am 26. August 2016 und bewegt sich musikalisch im Pop-, Pop-Rock- und Dancebereich.

## Musikstil
In einem Interview im Nachrichtenmagazin Extra am 10. September 2014 bezeichnete sie das Album als stilistisch dem Pop oder Pop-Rock zuzuordnen. Dem Magazin E! News sagte sie, dass sich auf dem Album auch Balladen und Dancelieder befinden würden. Im März 2016 sagte sie in einem Interview mit dem Magazin V, dass das Album anders sei als es viele erwarten würden. Später nannte sie das Album den Beginn einer neuen Ära.

## Entstehungsgeschichte
Die Arbeit am neuen Album begann Mitte 2014. Im September 2014 sagte sie, dass der Schreibprozess für ihr neues Album im Gange sei und das Album mehrere Ich-hasse-Männer-und-ich-liebe-Männer-Lieder enthalten werde. Im Oktober 2015 gab Spears bekannt, dass sie mit den Aufnahmen für das Album begonnen habe. Am 29. Juni 2016 gab Sony im Quartalsbericht an, dass der 1. September 2016 das zu erwartende Veröffentlichungsdatum sei. Am 14. Juli 2016 veröffentlichte Spears die Single Make Me. Am 3. August 2016 gab sie in sozialen Medien bekannt, dass das Album den Titel Glory tragen wird und ab dem 4. August bei Apple Music vorbestellt werden kann. Vorbesteller würden den Song Private Show kostenlos vorab erhalten. Als Erscheinungsdatum des Albums gab sie den 26. August 2016 an.

## Promotion
Neben der Vor-Ab-Veröffentlichung von Make Me hatte Spears am 4. August 2016 einen Auftritt in der Sendung Jimmy Kimmel Live! um das Album zu promoten.

## Covergestaltung
Das Coverdesign wurde zusammen mit der Albumankündigung am 3. August 2016 veröffentlicht. Das Cover zeigt Spears Gesicht in einer frontalen Nahaufnahme mit unordentlichem Haar. Aus der oberen linken Ecke scheint ein Licht. Sie trägt ein Outfit aus Spitze mit einem Kragen. Ähnliche Cover hatte sie bereits bei ihren früheren Alben In the Zone, Femme Fatale und Britney Jean genutzt.

## Titelliste
Die Standard-Version enthält zwölf Songs. Zudem wurde eine Deluxe Edition mit siebzehn Liedern veröffentlicht.
| Nr.          | Titel                   | Autor(en)                                                                        | Produzent                           | Länge |
| ------------ | ----------------------- | -------------------------------------------------------------------------------- | ----------------------------------- | ----- |
| 1.           | Invitation              | Britney Spears, Julia Michaels, Justin Tranter, Nick Monson                      | Nick Monson                         | 3:18  |
| 2.           | Make Me (feat. G-Eazy)  | Britney Spears, Matthew Burns, Joe Janiak, Gerald Gillum                         | Matthew Burns                       | 3:51  |
| 3.           | Private Show            | Britney Spears, Carla Marie Williams, Tramaine „Young Fyre“ Winfrey, Simon Smith | Tramaine „Young Fyre“ Winfrey       | 3:54  |
| 4.           | Man on the Moon         | Jason Evigan, Ilsey Juber, Phoebe Ryan, Sterling Fox, Marcus Lomax               | Jason Evigan, Dan Book, Pat Thrall  | 3:46  |
| 5.           | Just Luv Me             | Daniel Omelio, Magnus August Høiberg, Julia Michaels                             | Cashmere Cat, Daniel Omelio         | 4:01  |
| 6.           | Clumsy                  | Talay Riley, Warren „Oak“ Felder, Alex Niceforo                                  | Warren „Oak“ Felder, Alex Niceforo  | 3:02  |
| 7.           | Do You Wanna Come Over? | Matthias Larsson, Robin Fredriksson, Julia Michaels, Justin Tranter, Sandy Chila | Matthias Larsson, Robin Fredriksson | 3:22  |
| 8.           | Slumber Party           | Matthias Larsson, Robin Fredriksson, Julia Michaels, Justin Tranter              | Matthias Larsson, Robin Fredriksson | 3:34  |
| 9.           | Just Like Me            | Britney Spears, Julia Michaels, Justin Tranter, Nick Monson                      | Nick Monson                         | 2:44  |
| 10.          | Love Me Down            | Evan Kidd Bogart, Andrew Goldstein, Jesse St. John, Jessica Karpov               | Andrew Goldstein                    | 3:18  |
| 11.          | Hard to Forget Ya       | Oscar Görres, Ian Kirkpatrick, Brittany Coney, Denisia Andrews, Edward Drewett   | Oscar Görres, Ian Kirkpatrick       | 3:29  |
| 12.          | What You Need           | Britney Spears, Carla Marie Williams, Tramaine „Young Fyre“ Winfrey, Simon Smith | Tramaine „Young Fyre“ Winfrey       | 3:07  |
| Gesamtlänge: | Gesamtlänge:            | Gesamtlänge:                                                                     | Gesamtlänge:                        | 41:26 |

| Nr.          | Titel                             | Autor(en)                                                            | Produzent                           | Länge |
| ------------ | --------------------------------- | -------------------------------------------------------------------- | ----------------------------------- | ----- |
| 13.          | Better                            | Britney Spears, Julia Michaels, Justin Tranter, Michael Tucker       | Michael Tucker                      | 3:09  |
| 14.          | Change Your Mind (No Seas Cortés) | Matthias Larsson, Robin Fredriksson, Julia Michaels, Justin Tranter  | Matthias Larsson, Robin Fredriksson | 3:00  |
| 15.          | Liar                              | Jason Evigan, Breyan Isaac, Danny Parker, Nash Overstreet            | Jason Evigan                        | 3:16  |
| 16.          | If I’m Dancing                    | Ian Kirkpatrick, Simon Wilcox, Chantal Kreviazuk                     | Ian Kirkpatrick                     | 3:24  |
| 17.          | Coupure Électrique                | Britney Spears, Lance Eric Shipp, Nathalia Marshall, Rachael Kennedy | Lance Eric Shipp                    | 2:20  |
| Gesamtlänge: | Gesamtlänge:                      | Gesamtlänge:                                                         | Gesamtlänge:                        | 56:35 |

| Nr.          | Titel        | Autor(en)                  | Produzent                             | Länge   |
| ------------ | ------------ | -------------------------- | ------------------------------------- | ------- |
| 18.          | Mood Ring    | Jon Asher, Melanie Fontana | Dijon Isaiah McFarlane, Twice As Nice | 3:49    |
| Gesamtlänge: | Gesamtlänge: | Gesamtlänge:               | Gesamtlänge:                          | 1:00:24 |

## Veröffentlichung
| Edition              | Land     | Datum              |
| -------------------- | -------- | ------------------ |
| Standard Edition     | Weltweit | 26. August 2016    |
| Deluxe Edition       | Weltweit | 26. August 2016    |
| Japan Deluxe Edition | Japan    | 14. September 2016 |

## Lieder

### Make Me
Make Me war die erste Single aus dem Album und erschien am 14. Juli 2016. Es handelt sich um ein Featuring mit dem Rapper G-Eazy. Inhaltlich drückt das Lied eine Sex-positive Botschaft aus. Es fordert Frauen auf, zu ihrer Sexualität zu stehen und sie auszuleben. Zum Lied wurde ein Musikvideo gedreht, bei dem David LaChapelle Regie führte.

### Private Show
Private Show war bereits vor Bekanntgabe des Albums in der Werbung zu Spears’ gleichnamigem Parfum verwendet worden. Es wird als musikalisch experimentell beschrieben, da es verschiedene musikalische Richtungen einschlägt. Das Lied wurde positiv aufgenommen.

### Clumsy
Clumsy ist das dritte aus dem Album veröffentlichte Lied. Es erschien am 11. August 2016. Personen, die das Album auf iTunes vorbestellten, erhielten den Song, zusätzlich konnte es bei Spotify gestreamt werden. Musikalisch wird es als Club-Pop beschrieben. Das Lied ist geprägt durch beatlastige Elektronische Tanzmusik, welches mit modernen Popklängen vermischt wurde.

### Do You Wanna Come Over?
Do You Wanna Come Over? war die vierte Veröffentlichung des Albums und erschien am 17. August 2016. Inhaltlich handelt das Lied von Einer Einladung zum Sex, bei welchem man sich alles wünschen darf. Musikalisch wird das Lied als Elektro-Pop beschrieben.

### Slumber Party
Slumber Party ist Spears’ zweite Single, welche am 18. November 2016 mit einem Musikvideo veröffentlicht wurde. Es handelt sich um ein Featuring mit Sängerin Tinashe. Das Musikvideo zeigt eine private und wilde Party in einer Villa.

## Kommerzieller Erfolg

### Chartplatzierungen
| ChartsChartplatzierungen       | Höchstplatzierung | Wochen |
| ------------------------------ | ----------------- | ------ |
| Deutschland (GfK)              | 3 (3 Wo.)         | 3      |
| Österreich (Ö3)                | 6 (2 Wo.)         | 2      |
| Schweiz (IFPI)                 | 4 (4 Wo.)         | 4      |
| Vereinigte Staaten (Billboard) | 3 (8 Wo.)         | 8      |
| Vereinigtes Königreich (OCC)   | 2 (3 Wo.)         | 3      |

### Verkaufszahlen und Auszeichnungen
| Land/Region               | Auszeichnungen für Musikverkäufe (Land/Region, Auszeichnung, Verkäufe) | Verkäufe |
| ------------------------- | ---------------------------------------------------------------------- | -------- |
| Brasilien (PMB)           | Gold                                                                   | 20.000   |
| Kanada (MC)               | Gold                                                                   | 40.000   |
| Vereinigte Staaten (RIAA) | —                                                                      | 157.000  |
| Insgesamt                 | 2× Gold ·                                                              | 217.000  |

Hauptartikel: Britney Spears/Auszeichnungen für Musikverkäufe